# Heidenreichstein und Weißenbach
Die Herrschaft Heidenreichstein und Weißenbach war eine Grundherrschaft im Viertel ober dem Manhartsberg im Erzherzogtum Österreich unter der Enns, dem heutigen Niederösterreich.

## Ausdehnung
Die aus den beiden genannten Herrschaften bestehende Verwaltungseinheit umfasste zuletzt die Ortsobrigkeit über Heidenreichstein, Altmanns, Thaures, Gopprechts, Rottenschachen, Schwarzbach, Zuggers, Dietweis, Eberweis, Motten, Kleinradischen, Rohrbach, Eisenreichs, Pfaffenschlag, Ardolz, Willings, Reichenbach, Brand, Finsternau, Gundschachen, Witschkoberg, Kiensaß, Naglberg, Neudek, Alfang, Pengers, Kleinlitschau, Reinberg, Wiesmathen, Schwarzenberg, Drösitl, Wolfsegg, Arnolz, Weißenbach, Ruckers, Altlangegg, Neulangegg, Steinbach und Pertolz. Der Sitz der Verwaltung befand sich in Heidenreichstein.

## Geschichte
Letzter Inhaber der Herrschaft, bei der Heidenreichstein im Fideikommiss und Weißenbach als Allod gehalten wurde, war der k. k. Kämmerer Anton Karl (bzw. Antal Karoly) Fürst Pálffy von Erdőd (1793–1879), bevor diese infolge der Reformen 1848/1849 aufgelöst wurde.